# Камиј Лоранс
 Камиј Лоранс (фр. Camille Laurens), право име Лоранс Риел (фр. Laurence Ruel) рођена у Дижону, Француска, 6. новембра 1957. године, француска је књижевница, члан жирија за књижевну награду Фемина.

## Биографија
Дипломирала је савремену књижевност. Била је предавач у Руену, а потом у Мароку. У Мароко је отишла 1984. године и тамо је провела дванаест година. Данас живи и ради у Паризу и предаје на Институту политичких наука. Добитник је награда Фемина и Ренодо гимназијалаца у 2000. години. Два пута је номинована за награду Гонкур.
Први роман Index написала је 1991. године са својим мужем, психоаналитичарем, Ивом Мезијером. Роман је номинован за награду Гонкур. За њим следе романи Romance и Les Travaux d'Hercule. Сва три романа су написана у Маракешу. Године 1995. написала је приче Philippe, а 1998. роман L'Avenir. Следе затим романи У том загрљају (Dans ces bras-là) 2000, L'Amour 2003, Cet absent-là 2004, Ни ти ни ја (Ni toi ni moi) 2006, Romance nerveuse 2010, и последњи роман Могла бих то бити ја (Celle que vous croyez) 2016 који је изазвао буру у јавности. Осим књига, Камиј Лоранс је ауторка и есеја о улози жена у уметности.
Објављује хронике у престижним часописима – L’Humanité, Le Monde, Libération, а романи су јој преведени на око тридесет језика.

## Дела

### Романи
- Индекс (Index), 1991.
- Романса (Romance), 1992.
- Херкулови трудови (Les Travaux d'Hercule), 1994.
- L'Avenir, 1998.
- У том загрљају (Dans ces bras-là), 2000.
- L'Amour, 2003.
- Cet absent-là, 2004.
- Ни ти ни ја (Ni toi ni moi), 2006.
- Romance nerveuse, 2010.
- Могла бих то бити ја (Celle que vous croyez), 2016.

### Приче
- Philippe, 1995.

### Есеји
- Quelques-uns, recueil de textes lexicologiques, 1999.
- Le Grain des mots, recueil de textes lexicologiques, 2003.
- Tissé par mille, recueil de textes lexicologiques, 2008.
- Les Fiancées du diable – enquête sur les femmes terrifiantes, beau-livre, éditions du Toucan, 2011.
- Le Syndrome du coucou, 2011.
- Encore et jamais, variations, 2013.
- La Petite Danseuse de quatorze ans, 2017.

## Награде
- Књижевна награда Фемина 2000. године.
- Награда Ренодо гимназијалаца 2000. године.